# Ulrich Wehling
Ulrich Wehling, född den 8 juli 1952 i Halle an der Saale, är en tysk före detta utövare av nordisk kombination som under 1970-talet och 1980-talet tävlade för Östtyskland.
Wehling slog igenom vid junior-VM 1971 där han vann guld. Hans första mästerskap som senior var OS 1972 i Sapporo där han vann olympiskt guld. Vid VM 1974 i Falun blev han även världsmästare i nordisk kombination. Hans andra olympiska spel var OS 1976 i Innsbruck där han lyckades försvara sin titel. VM 1978 i Lahtis blev en missräkning och han slutade först på tredje plats, slagen av landsmannen Konrad Winkler och Finlands Rauno Miettinen. Han sista mästerskap blev OS 1980 i Lake Placid där han som första vinterolympier lyckades vinna sitt tredje raka OS-guld. 
Wehling arbetar idag för Internationella Skidförbundet och är ansvarig för nordisk kombination.
Wehling fick 1976 motta Holmenkollenmedaljen för sina insatser i Nordisk kombination.